# Incompresa
Incompresa è un film del 2014 diretto da Asia Argento.
Il film, con protagonisti Giulia Salerno, Charlotte Gainsbourg e Gabriel Garko, è stato presentato alla 67ª edizione del Festival di Cannes, in concorso nella sezione Un Certain Regard.

## Trama
Roma, 1984. Aria è una bambina di nove anni che vive in una situazione particolare: genitori famosi, ma anche violenti e tossicodipendenti. Assieme ad Aria, c'è la sua migliore amica, che la imita in molte cose, come il taglio dei capelli. La bambina è ritenuta ingiustamente la pecora nera della famiglia.
Inizia quindi a ribellarsi: fuma, non va più a scuola. Un giorno organizza una festa, che però si trasforma in un caos totale, infatti, durante la festa, Aria si nasconde in camera ed incomincia a baciare un bambino pensando che fosse il suo amore, ma scopre che in realtà si tratta di Ciccio, un compagno innamorato di lei. A peggiorare il caos è poi un altro bambino di undici anni, che Aria ama molto. I genitori della piccola, stufi del suo comportamento, decidono di mandarla in collegio. Aria, intuendo ciò che sta succedendo, si dirige alla finestra e si lancia di sotto per suicidarsi, senza però riuscirvi.
La bambina, in ospedale, vede tutti preoccupati e quindi capisce che, nonostante fosse stata incompresa, i suoi genitori le hanno sempre voluto bene.

## Promozione
Il primo trailer del film viene diffuso il 9 maggio 2014.

## Distribuzione
La pellicola è stata distribuita nelle sale cinematografiche italiane a partire dal 5 giugno 2014.

## Accoglienza

### Incassi
Il film ha incassato circa 45.000 euro al botteghino italiano.

### Critica
Sull'aggregatore Rotten Tomatoes il film riceve l'80% delle recensioni professionali positive con un voto medio di 6,7 su 10 basato su 15 critiche, mentre su Metacritic ottiene un punteggio di 67 su 100 basato su 7 critiche.

## Riconoscimenti
- 2014 - Nastro d'argento
  - Premio Guglielmo Biraghi a Giulia Salerno
  - Candidatura per il miglior produttore a Mario Gianani e Lorenzo Mieli con Rai Cinema
  - Candidatura per la miglior sceneggiatura a Asia Argento e Barbara Alberti
  - Candidatura per la miglior scenografia a Eugenia F. Di Napoli
  - Candidatura per i migliori costumi a Nicoletta Ercole
- 2015 - Ciak d'oro
  - Candidatura per i migliori costumi a Nicoletta Ercole
- 2015 - Bari International Film Festival
  - Premio Piero Tosi per il miglior costumista a Nicoletta Ercole